# Villa di Strawberry Hill

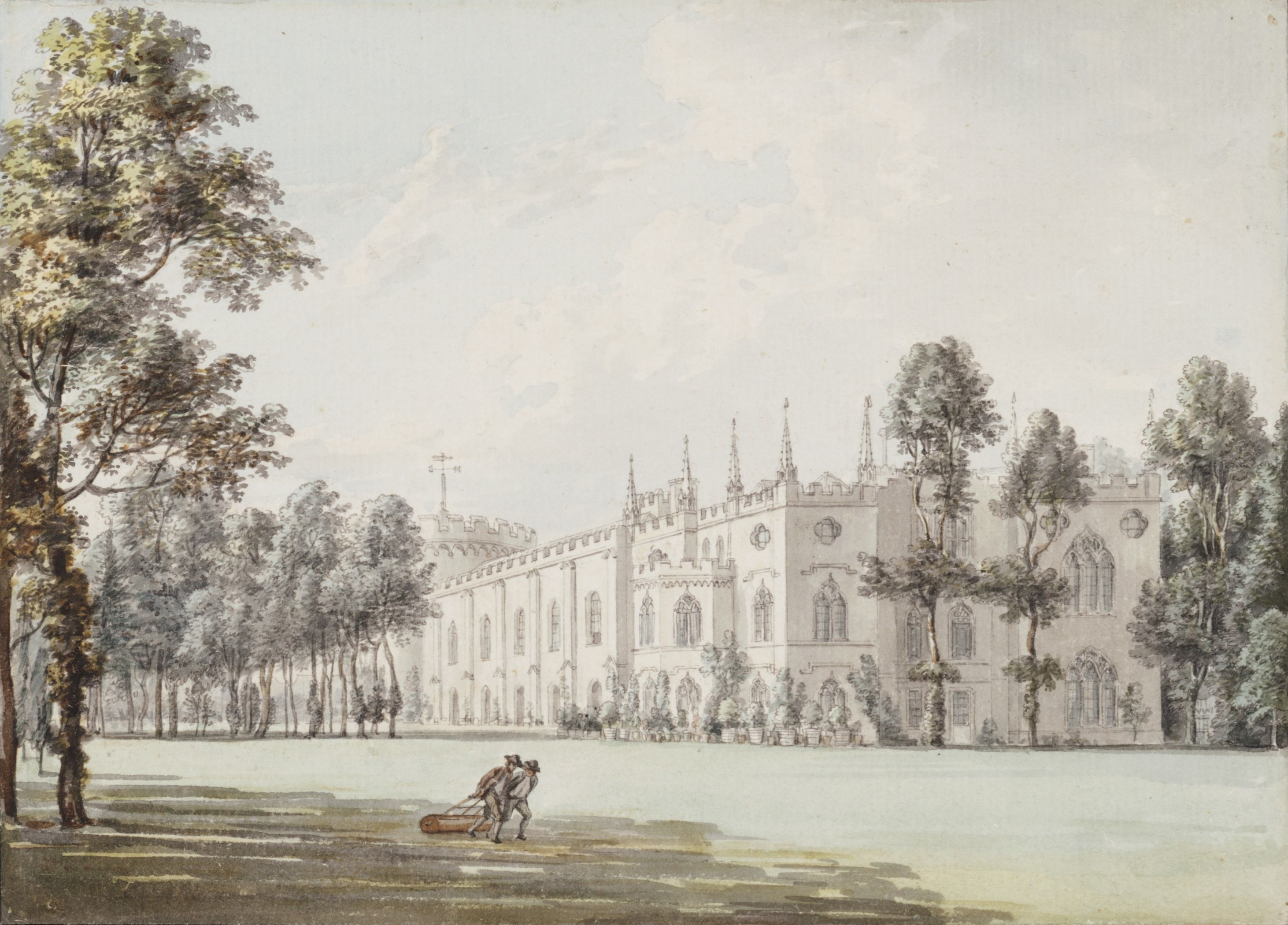
Acquarello raffigurante il giardino e la villa

La Villa di Strawberry Hill  è una villa che fu costruita a Strawberry Hill, a Twickenham, Londra, dallo scrittore Horace Walpole a partire dal 1749.
Strawberry Hill fu la prima villa costruita interamente in stile neogotico e la prima basata su reali esempi storici, e come tale può essere considerata a pieno titolo il punto di partenza del Gothic Revival.

## Storia
Nel maggio 1747, Horace Walpole firmó un contratto di locazione su una piccola casa del XVII secolo, immersa in 2 ettari di terreno.
La famiglia da tempo esercitava una certa pressione sullo scrittore affinché si decidesse a stabilirsi presso una residenza di campagna, come era pratica comune in quel periodo per gli appartenenti alla nobiltà inglese. Così l'anno successivo acquistò la casa e si preparò a ricavarne presto una "elegante villa".
Nel corso degli anni Walpole ampliò la proprietà fino a raggiungere i 20 ettari, gradualmente ricostruì la casa, in conformità alle sue esigenze, dandogli uno stile gotico. Il complesso fu completato nel 1762.
La villa fu fonte di ispirazione per l'autore nella composizione del suo romanzo gotico Il castello di Otranto (1764), egli stesso era solito definire la sua villa «abitazione quanto mai adatta all'autore del Castello di Otranto, che se ne ispirò per il suo romanzo».

## Interni
Le stanze all'interno della villa sono originali ed insolite e furono pensate più come stanze di rappresentanza che come ambienti intimi. Fra queste, vi è una serie di stanze rosse, caratterizzate dal colore rosso della tappezzeria: l'ambiente più particolare è la grande galleria, con le pareti tappezzate di damasco rosso ed il soffitto decorato con disegni a volute e ventagli gotici. Altre stanze notevoli sono il refettorio con il grande camino e la stanza del tè.

## Collezioni
Strawberry Hill fu riempita di oggetti d'arte, reperti dell'antichità e curiosità di ogni epoca. Lo stesso Walpole aveva descritto i suoi tesori in una sorta di catalogo dal titolo A Description of the Villa of Horace Walpole.

## Riconoscimenti
Nel 2004 è stata riconosciuta come parte del patrimonio culturale mondiale ed inserita nella lista del World Monuments Watch del World Monuments Fund.